# Simpsons-kortfilmerna
Simpsons-kortfilmerna (på engelska: The Simpsons shorts eller ibland benämnda som Tracey Ullman shorts) är en TV-serie bestående av 48 kortfilmer på cirka 1–2 minuter vardera som under tre säsonger var ett inslag i det amerikanska humorprogrammet The Tracey Ullman Show, innan rollfigurerna fick sin egen TV-serie kallad Simpsons. I kortfilmerna får man följa familjen Simpson som består av Homer, Marge, Bart, Lisa och Maggie. Kortfilmerna skapades av tecknaren Matt Groening, som formgav rollfigurernas utseende och skrev manus till flera av avsnitten. Den första kortfilmen, "Good Night", sändes den 19 april 1987 i USA och den sista kortfilmen, "TV Simpsons", sändes den 14 maj 1989 i USA. TV-serien Simpsons skulle senare ha premiär den 17 december 1989 med julspecialen "Simpsons Roasting on an Open Fire".
Skådespelarna som gjorde rösterna till rollfigurerna i Simpsons-kortfilmerna skulle senare även komma att medverka i Simpsons; Julie Kavner gjorde Marges röst, Nancy Cartwright gjorde Barts röst, Yeardley Smith gjorde Lisas röst och Dan Castellaneta gjorde Homers, Abraham Simpsons och Krustys röster. Homers röst låter annorlunda i dessa kortfilmer än vad den gör i TV-serien, då Castellaneta löst baserade sin röst på skådespelaren Walter Matthaus. De flesta rollfigurernas personligheter är lika de som de senare har i Simpsons, dock framställs Lisa som en kvinnlig variant av Bart utan den intelligens hon senare uppvisar i TV-serien.
Simpsons-kortfilmerna har inte släppts i sin helhet utan endast enstaka avsnitt har släppts på vissa samlingsutgåvor av Simpsons. Några avsnitt fanns med på VHS-utgåvorna kallade The Best of The Simpsons medan andra har funnits som extramaterial på DVD-utgåvorna av Simpsons. Fem av kortfilmerna användes i avsnittet "The Simpsons 138th Episode Spectacular" och i "You Kent Always Say What You Want" ersattes hela öppningssekvensen av kortfilmen "Family Portrait", då i samband med firandet av TV-seriens avsnitt nummer 400.

## Produktion

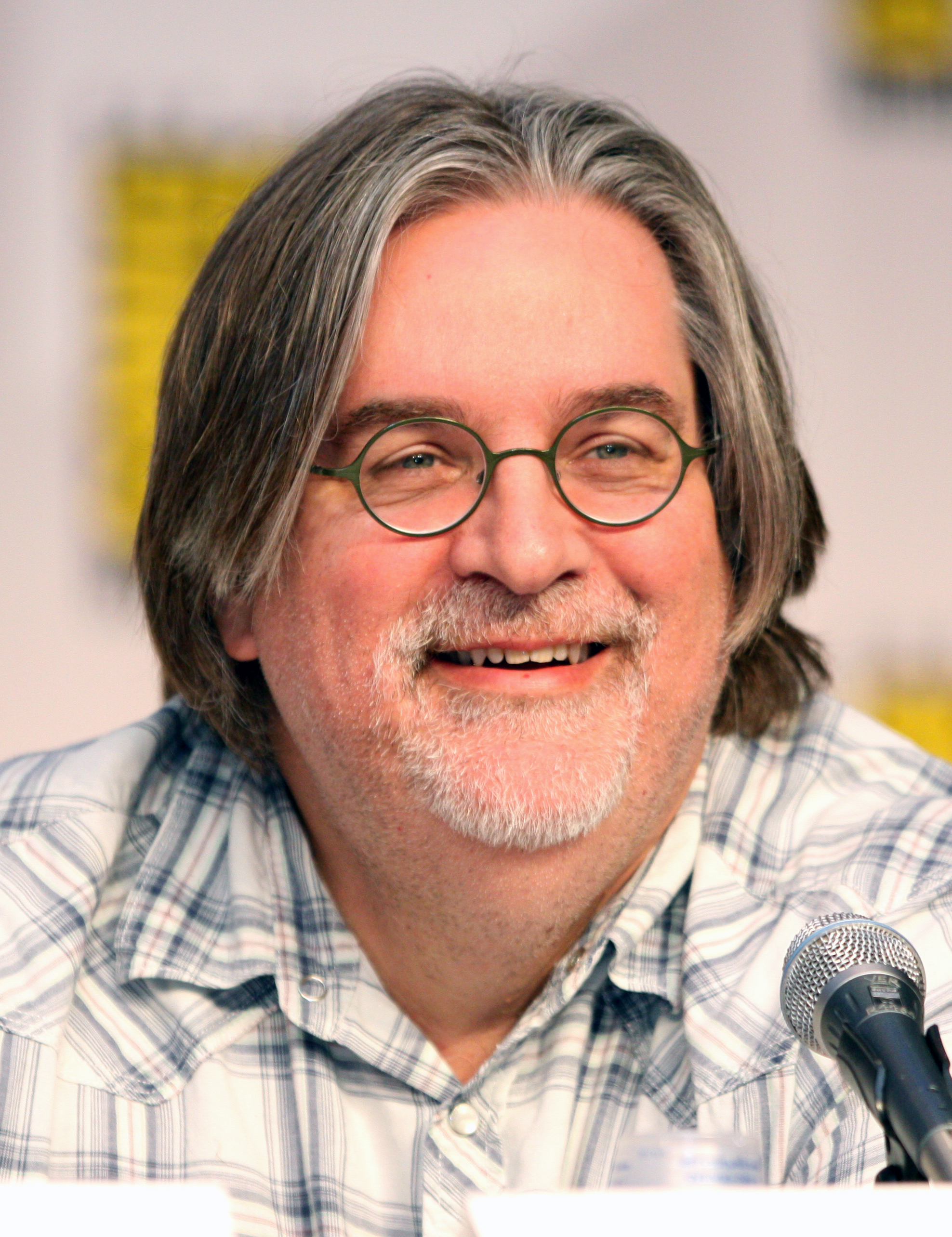
Matt Groening (på bilden) fick idén att skapa en animerad, dysfunktionell familj i lobbyn till James L. Brooks kontor.

När producenten James L. Brooks arbetade med humorprogrammet The Tracey Ullman Show i slutet av 1980-talet fick han idén att visa korta animerade sketcher före och efter reklampauserna. Brooks hade tidigare läst dagspresserien Life in Hell av tecknaren Matt Groening och han bad Groening att besöka hans kontor för att lägga fram ett förslag på en animerad serie som kunde visas under The Tracey Ullman Show. Groenings ursprungliga idé var att presentera något som skulle vara en del av Life in Hell, men när Groening fick det klart för sig att en animering av Life in Hell skulle innebära att han skulle få ge upp sina publiceringsrättigheter valde han att satsa på en annan idé. Groening valde istället att snabbt skissa upp en version av en dysfunktionell familj under tiden han satt och väntade i lobbyn till Brooks kontor. Denna familj skulle sedan komma att utvecklas till familjen Simpsons.
Groening namngav rollfigurerna efter sin egen familj, där hans storebror Mark fick vara förebilden för Bart; namnet Bart valdes eftersom det är ett anagram för "brat" (vilket kan översättas till "snorunge"). Groening skrev både manus och gjorde storyboarden till kortfilmerna. Rollfigurerna var slarvigt ritade eftersom Groening bara hade gett sina hastigt ritade skisser till animatörerna i tron att de skulle förbättra dem själva; istället ritade de av dem direkt. Animeringen sköttes till största delen av företaget Klasky Csupo, Inc. med Wesley Archer, David Silverman och Bill Kopp som animatörer till den första säsongen. De två övriga säsongerna animerades endast av Archer och Silverman. Uppdraget att färglägga kortfilmerna gick till Georgie Peluse, som blev den som gav rollfigurerna deras karaktäristiska gula hudfärg.
Skådespelarna som gjorde rösterna till rollfigurerna skulle senare även komma att medverka i Simpsons. Dan Castellaneta gjorde rösterna till Homer Simpson, Abraham Simpson och Krusty. Homers röst låter annorlunda i dessa kortfilmer än vad den gör i TV-serien. I kortfilmerna är rösten löst baserad på skådespelaren Walter Matthau, till skillnad från i Simpsons där Homers röst är mer robust och humoristisk och där Castellaneta bättre kunde uttrycka rollfigurens känslor. Castellaneta hade varit en av de medverkande skådespelarna i The Tracey Ullman Show och han hade tidigare spelat in en del berättarröster i Chicago tillsammans med sin fru Deb Lacusta. Eftersom det behövdes röster till kortfilmerna valde producenterna att tillfråga Castellaneta och Julie Kavner om de var intresserade av att göra rösterna till Homer respektive Marge Simpson, istället för att hyra in fler skådespelare. Nancy Cartwright och Yeardley Smith gjorde rösterna till Bart respektive Lisa Simpson. Röstinspelningarna för kortfilmerna var ofta primitiva gjorda; enligt Cartwright spelades rösterna in på en portabel bandspelare i en studio som låg ovanför läktarna i Tracey Ullmans inspelningsstudio. De flesta rollfigurernas personligheter är snarlika de som de senare har i Simpsons, dock framställs Lisa som en kvinnlig variant av Bart utan den intelligens hon senare uppvisar i TV-serien. 
Kortfilmerna sändes i de tre första säsongerna av The Tracey Ullman Show; under den fjärde och sista säsongen hade rollfigurerna istället fått en egen TV-serie. I de två första säsongerna var kortfilmerna uppdelade i tre eller fyra delar, men under den tredje säsongen visades de i en och samma följd. Ullman skulle senare stämma produktionsbolaget, där hon påstod att hennes TV-program hade varit orsaken till att Simpsons blev en succé och att hon därför var berättigad en del av seriens vinst. Utfallet i domstolen blev dock till produktionsbolagets fördel.

## Avsnitt

### Säsong 1 (1987)
| Nr | Titel                | Alternativ titel       | Sändningsdatum |
| --- | -------------------- | ---------------------- | -------------- |
| 1–1 | "Good Night"         | "Good Night, Simpsons" | 19 april 1987  |
| Marge och Homer nattar sina barn, men deras godnattsagor och visor gör barnen livrädda och de tvingas alla sova i samma säng.                                         |                      |                        |                |
| 2–2 | "Watching TV"        | "Watching Television"  | 3 maj 1987     |
| Bart och Lisa bråkar om vilket TV-program de ska titta på, men kommer snart överens om att de måste stoppa Maggie från att byta TV-kanal.                             |                      |                        |                |
| 3–3 | "Jumping Bart"       | "Bart Jumps"           | 10 maj 1987    |
| Homer vill få Bart att hoppa från ett bord och in i hans armar. Varje gång Bart hoppar händer något som får Homer att tappa koncentrationen och han fångar inte Bart. |                      |                        |                |
| 4–4 | "Babysitting Maggie" |                        | 31 maj 1987    |
| Marge får Bart och Lisa att sitta barnvakt åt Maggie, men de väljer att inte uppmärksamma vad Maggie gör.                                                             |                      |                        |                |
| 5–5 | "The Pacifier"       |                        | 21 juni 1987   |
| Bart och Lisa tar ifrån Maggie hennes napp för att få henne att sluta suga på den, men hon vägrar ge upp denna vana.                                                  |                      |                        |                |
| 6–6 | "Burping Contest"    | "Burp Contest"         | 28 juni 1987   |
| Bart, Lisa och Maggie tävlar om vem som kan göra den äckligaste rapen. Marge säger till dem flera gånger att sluta, men de fortsätter trots detta med sin tävling.    |                      |                        |                |
| 7–7 | "Dinnertime"         | "Eating Dinner"        | 12 juli 1987   |
| Marge dukar fram en middag åt familjen och de sätter sig ned för att äta. Marge försöker lära dem bordsskick, vilket visar sig vara en omöjlighet.                    |                      |                        |                |

### Säsong 2 (1987–1988)
| Nr | Titel                     | Alternativ titel         | Sändningsdatum    |
| --- | ------------------------- | ------------------------ | ----------------- |
| 8–1 | "Making Faces"            |                          | 22 september 1987 |
| Marge varnar barnen för att göra grimaser eftersom deras ansikten kan fastna i en grimas för alltid. Trots varningarna fortsätter barnen göra grimaser. |                           |                          |                   |
| 9–2 | "The Funeral"             |                          | 4 oktober 1987    |
| Familjen går på sin onkel Huberts begravning. Både Bart och Lisa missköter sig så Homer lovar att aldrig mer ta med dem till en begravning, vilket gör dem båda besvikna.                                                                                         |                           |                          |                   |
| 10–3 | "Maggie's Brain"          | "What Maggie's Thinking" | 11 oktober 1987   |
| Bart och Lisa ser på Maggie när hon sover och börjar fundera över vad hon tänker på. |                           |                          |                   |
| 11–4 | "Football"                |                          | 18 oktober 1987   |
| Homer lovar att köpa chokladmilkshakes till barnen om Bart lyckas fånga en av hans footballpassningar. Efter många om och men lyckas Bart fånga bollen, dock med munnen.                                                                                          |                           |                          |                   |
| 12–5 | "House of Cards"          |                          | 25 oktober 1987   |
| Bart försöker bygga ett korthus, men Lisa och Maggie gör oljud som får det att rasa. |                           |                          |                   |
| 13–6 | "Bart and Homer's Dinner" |                          | 1 november 1987   |
| Marge, Lisa och Maggie är och ser på balett så Homer får stå för matlagningen. Bart klarar dock inte av att äta resultatet av hans annorlunda matlagning. |                           |                          |                   |
| 14–7 | "Space Patrol"            |                          | 8 november 1987   |
| Bart, Lisa och Maggie leker rymdpatrull medan Homer och Marge är ute. Lisa är superhjälte och Maggie är hennes medhjälpare medan Bart tar på sig en kruka som faller ned över hans huvud. Lisa får befria honom med hjälp av en krocketklubba.                    |                           |                          |                   |
| 15–8 | "Bart's Haircut"          |                          | 15 november 1987  |
| Barts hår är för långt så han skickas till frisören för att klippa sig. Håret klipps för kort och han försöker dölja detta faktum på olika sätt. |                           |                          |                   |
| 16–9 | "World War III"           |                          | 22 november 1987  |
| Homer väcker hela familjen för att träna inför ett eventuellt kärnvapenanfall. Efter ett flertal övningar tröttnar familjen på Homer och låser in honom i källaren.                                                                                               |                           |                          |                   |
| 17–10 | "The Perfect Crime"       |                          | 13 december 1987  |
| Marge bakar kakor och Bart stjäl dem när bara han och Maggie är i köket. Homer och Marge kommer tillbaka och ser den tomma plåten, men Maggie leder dem till Barts rum. På golvet mitt bland massor av kaksmulor ligger en illamående Bart.                       |                           |                          |                   |
| 18–11 | "Scary Stories"           |                          | 20 december 1987  |
| Bart berättar några spökhistorier för Lisa och Maggie, men får själv för sig att de är sanna. |                           |                          |                   |
| 19–12 | "Grampa and the Kids"     | "Grampa & the Kids"      | 10 januari 1988   |
| Farfar Simpson berättar historier från den gamla goda tiden för barnen. När barnen tappar intresse låtsas han avlida för att få tillbaka deras uppmärksamhet. |                           |                          |                   |
| 20–13 | "Gone Fishin'"            |                          | 24 januari 1988   |
| Bart och Homer åker ut för att fiska. Homer ber att få en korvsmörgås, men Bart har glömt korven och lägger på fiskebetet på smörgåsen istället. När de fått båten i vattnet krockar de med några klippor och åker ut för ett vattenfall.                         |                           |                          |                   |
| 21–14 | "Skateboarding"           |                          | 7 februari 1988   |
| Bart visar sina systrar hur man åker skateboard, men blir sur när de åker bättre än vad han gör. |                           |                          |                   |
| 22–15 | "The Pagans"              |                          | 14 februari 1988  |
| När familjen är på väg till kyrkan säger barnen att de är hedningar. När bilen går sönder börjar de bete sig som sådana för att reta Homer. |                           |                          |                   |
| 23–16 | "Closeted"                | "The Closet"             | 21 februari 1988  |
| Bart gömmer sig i garderoben för att slippa undan husarbete. Han upptäcker snart att han är inlåst och måste hitta ett sätt att komma ut. |                           |                          |                   |
| 24–17 | "The Aquarium"            |                          | 28 februari 1988  |
| Homer tar med sig Bart, Lisa och Maggie till ett akvarium. Bart lyckas komma in i ett hajakvarium och börjar där simma med en av hajarna. |                           |                          |                   |
| 25–18 | "Family Portrait"         |                          | 6 mars 1988       |
| Homer har problem med att ta ett familjefotografi. Varje gång de är nära att få ett bra fotografi förstör familjen bilden. |                           |                          |                   |
| 26–19 | "Bart's Hiccups"          |                          | 13 mars 1988      |
| Lisa och Maggie försöker bota Barts hicka med några okonventionella metoder. |                           |                          |                   |
| 27–20 | "The Money Jar"           |                          | 20 mars 1988      |
| Marge säger till barnen att inte stjäla från en myntburk. Bart, Lisa och Maggie försöker motstå frestelsen att ta mynten. |                           |                          |                   |
| 28–21 | "The Art Museum"          |                          | 1 maj 1988        |
| Familjen besöker ett konstmuseum, där Bart står och stirrar på en nakenmålning och Lisa leker med en antik vas. Marge inser att barnen är för unga för att uppskatta konst. Dock bestämmer sig Bart för att bli konstsamlare genom att stjäla ett av konstverken. |                           |                          |                   |
| 29–22 | "Zoo Story"               |                          | 8 maj 1988        |
| Familjen besöker ett zoo och upptäcker att de har mycket gemensamt med aporna. Homer börjar reta en av aporna och får apavföring kastat i sitt ansikte. |                           |                          |                   |

### Säsong 3 (1988–1989)
| Nr | Titel                                        | Alternativ titel | Sändningsdatum   |
| --- | -------------------------------------------- | ---------------- | ---------------- |
| 30–1 | "Shut Up, Simpsons"                          |                  | 6 november 1988  |
| Maggie har sönder en leksak, vilket startar en kedjereaktion av gräl i familjen. Ett försök till försoning leder bara till ännu mera bråk. |                                              |                  |                  |
| 31–2 | "Shell Game"                                 | "The Shell Game" | 13 november 1988 |
| Bart försöker gömma en kaka han stulit från kakburken genom att lura sina föräldrar med bägarspelet. Först ser hans plan ut att lyckas, men han överlistas av Maggie som äter upp kakan. |                                              |                  |                  |
| 32–3 | "The Bart Simpson Show"                      |                  | 20 november 1988 |
| Barnen tittar på TV och Homer säger åt dem att sluta titta på Itchy & Scratchy eftersom han anser det vara "för våldsamt". Bart gör då sitt eget program, men detta irriterar Homer ännu mer eftersom Bart förstörde TV:n i processen.                                                                                |                                              |                  |                  |
| 33–4 | "Punching Bag"                               |                  | 27 november 1988 |
| Bart och Lisa låter ilskan gå ut över en sandsäck som har en bild av Homer på sig. Homer säger åt Marge att få barnen att sluta, men upptäcker senare att även hon slår på sandsäcken. |                                              |                  |                  |
| 34–5 | "Simpson Christmas"                          |                  | 18 december 1988 |
| Bart berättar en historia i stil med A Visit from St. Nicholas, fast med familjen Simpsons i rollerna. |                                              |                  |                  |
| 35–6 | "The Krusty the Clown Show"                  |                  | 15 januari 1989  |
| Barnen ska se Krustys show live för första gången. Bart upptäcker dock att han är en bedragare och avslöjar det i TV, till hans föräldrars förfäran. |                                              |                  |                  |
| 36–7 | "Bart the Hero"                              |                  | 29 januari 1989  |
| Homer tvingar ut Bart ur huset. Han lyckas stoppa en tjuv från att råna en godisaffär och blir rikligt belönad med godis. |                                              |                  |                  |
| 37–8 | "Bart's Little Fantasy"                      |                  | 5 februari 1989  |
| När barnen skickas upp till sina rum för att städa berättar Bart istället en historia om stora barn som slänger ned sina små föräldrar i ett litet rum. Dock upptäcks det att Bart inte städar och han tvingas klippa gräsmattan.                                                                                     |                                              |                  |                  |
| 38–9 | "Scary Movie"                                |                  | 12 februari 1989 |
| Bart, Lisa och Maggie går på bio för att se filmen The Return of the Happy Little Elves, men Bart övertalar de andra att de ska se Revenge of the Space Mutants istället. Det slutar med att Bart blir paralyserad av skräck eftersom en av rymdvarelserna liknar honom och Lisa och Maggie får försöka trösta honom. |                                              |                  |                  |
| 39–10 | "Home Hypnotism"                             |                  | 19 februari 1989 |
| När Homer ser hur Bart, Lisa och Maggie är alldeles för stökiga försöker han och Marge lugna ned dem med hypnos. |                                              |                  |                  |
| 40–11 | "Shoplifting"                                |                  | 26 februari 1989 |
| Bart hamnar i trubbel när han tas på bar gärning då han snattar godis på snabbköpet. |                                              |                  |                  |
| 41–12 | "Echo Canyon"                                |                  | 12 mars 1989     |
| Familjen åker ut till Echo Canyon och turas om att göra få sina röster att eka. |                                              |                  |                  |
| 42–13 | "Bathtime"                                   |                  | 19 mars 1989     |
| Homer ger Bart hans söndagsbad, men Bart lyckas få badrummet att svämma över med vatten. |                                              |                  |                  |
| 43–14 | "Bart's Nightmare"                           |                  | 26 mars 1989     |
| Bart har en hemsk mardröm efter att ha ätit alla kakor i kakburken. När han väcks av Homer erbjuds han en kaka som tröst, men han börjar skrika istället. |                                              |                  |                  |
| 44–15 | "Bart of the Jungle"                         |                  | 16 april 1989    |
| Barnen svingar sig i träden med hjälp av Homers slipsar och Homer, som blir arg över det, hamnar i en av deras fällor. |                                              |                  |                  |
| 45–16 | "Family Therapy"                             |                  | 23 april 1989    |
| Homer tar med sig familjen till en psykolog eftersom han påstår att de aldrig skrattar längre. De beter sig så illa där att psykologen slänger ut dem, vilket får dem att börja skratta tillsammans. |                                              |                  |                  |
| 46–17 | "Maggie In Peril (Chapter One)"              |                  | 30 april 1989    |
| Bart blir arg när Maggie råkat sparka en boll i ansiktet på honom. Han sparkar iväg den och Maggie ger sig ut för att hitta den. Kortfilmen slutar med att Maggie fastnar på en trädgren. |                                              |                  |                  |
| 47–18 | "Maggie In Peril (The Thrilling Conclusion)" |                  | 7 maj 1989       |
| I fortsättningen på förra avsnittet flyger Maggie tillbaka till sin lekhage med hjälp av några ballonger. |                                              |                  |                  |
| 48–19 | "TV Simpsons"                                |                  | 14 maj 1989      |
| Medan Homer sitter och tittar på TV fastnar Barts drake i TV-antennen på taket, vilket stör sändningarna. Homer försöker lösa problemet, men det slutar med att han faller ned från taket. |                                              |                  |                  |

## Lagringsmedium och eftermäle
Simpsons-kortfilmerna har inte släppts i sin helhet utan endast enstaka avsnitt har släppts på vissa samlingsutgåvor av Simpsons. På VHS-utgåvorna kallade The Best of The Simpsons släpptes följande avsnitt: "Family Portrait", "The Funeral", "The Aquarium", "Bart's Haircut", "Scary Movie", "The Bart Simpson Show", "Shut Up, Simpsons", "Family Therapy", "Zoo Story", "Burping Contest", "Grampa and the Kids" och "Making Faces". Avsnittet "Good Night" finns med som extramaterial på DVD-utgåvan av säsong 1 av Simpsons. Fem av kortfilmerna (hela "Good Night" samt delar av "The Perfect Crime", "Space Patrol", "World War III" och "Bathtime") användes i avsnittet "The Simpsons 138th Episode Spectacular", som finns med på DVD-utgåvan av säsong 7 av Simpsons. I avsnittet "You Kent Always Say What You Want" ersattes hela öppningssekvensen av kortfilmen "Family Portrait", då i samband med firandet av TV-seriens avsnitt nummer 400. I delen "The Others" i avsnittet "Treehouse of Horror XXV" förekommer familjen Simpsons så som de såg ut i Simpsons-kortfilmerna. Groening meddelade 2006 att alla kortfilmer möjligtvis kommer att bli tillgängliga för mobiltelefoner i framtiden, även om han var tveksam inför detta eftersom han skämdes över avsnittens dåliga produktionskvalitet. I juli 2014 rapporterades det att TV-kanalen FXX försökte förhandla till sig rättigheterna att sända bland annat Simpsons-kortfilmerna via appen Simpsons World.